# Brycinus jacksonii
Brycinus jacksonii és una espècie de peix de la família dels alèstids i de l'ordre dels caraciformes.

## Morfologia
- Els mascles poden assolir 27 cm de longitud total.[1][2]

## Hàbitat
És un peix d'aigua dolça i de clima tropical.

## Distribució geogràfica
Es troba a Àfrica: llac Victòria i alguns dels seus afluents, llac Nabugabo, riu Malawa i riu Nil.

## Estat de conservació
Les seues principals amenaces són la terbolesa de l'aigua, la pesca il·legal i la sedimentació a conseqüència de l'erosió i l'expansió agrícola a les conques hidrogràfiques. A més, al llac Victòria pateix la competència i la depredació per part de la perca del Nil (Lates niloticus).